# Aeropuerto Internacional de Saltillo
El Aeropuerto Internacional Plan de Guadalupe (Código IATA: SLW, Código OACI: MMIO, Código DGAC: SLW), es un aeropuerto localizado dentro de la Zona metropolitana de Saltillo en Ramos Arizpe, Coahuila, México. Se espera que reactive sus vuelos comerciales durante 2025.

## Información
La categoría de aeropuerto internacional le fue otorgada en 1987, cuando la pista principal fue expandida para recibir hasta aviones Boeing 787.
La modernización integral del Aeropuerto Internacional de Saltillo se concluyó en 2017, y se construyó un segundo piso, por lo que la terminal aérea ofrece mayor comodidad a sus usuarios, además de que coadyuva a enriquecer la competitividad de Coahuila, en particular de la Región Sureste; con este "nuevo aeropuerto" se buscará atraer más aerolíneas a la región y con ello buscar más destinos.
Con la llegada de Aeroméxico Connect en 2012, se incrementó la cantidad de usuarios de esta terminal aérea provenientes no sólo de la zona metropolitana de Saltillo, sino también del área metropolitana de Monterrey debido al fácil desplazamiento entre San Pedro y Santa Catarina con Ramos Arizpe, a través de la autopista de cuota Saltillo-Monterrey.
Desde 2013, el aeropuerto es operado por la Administradora Coahuilense de Infraestructura y Transporte Aéreo, empresa que opera diversos aeropuertos del estado.
El aeropuerto internacional de Saltillo recibió en 2021 a 4,665 pasajeros, mientras que en 2020 recibió a 3,593 pasajeros, según la Administradora Coahuilense de Infraestructura y Transporte Aéreo.
El aeropuerto fue nombrado por el Plan de Guadalupe, firmado en la hacienda de Guadalupe, en Ramos Arizpe que repudiaba el gobierno golpista de Victoriano Huerta.
En septiembre de 2014, se iniciaron las obras de construcción de la calle de rodaje paralela a la pista 35-17, que tendrá 40 m (metros) de ancho y 1910 m de largo, lo que aumentará la capacidad operacional del aeropuerto en 300 %: de 102 a 360 operaciones diarias, lo que significa un aumento anual de 37 230 a 131 400 operaciones; además, disminuirá el tiempo de espera de las aeronaves de siete a dos minutos, con lo que el ahorro anual en este rubro será de 1400 horas.
Con esta nueva calle de rodaje G (Golfo), se contará con una salida de la pista en la cabecera sur, lo que evitará que las aeronaves tengan que retornarse por la misma pista para hacer sus maniobras, permitiendo que el tiempo de despegue y aterrizaje sea menor, más eficiente y más seguro. Además se construirán 2 calles de rodaje adicionales H, I (Hotel, India), las cuales permitirán contar con un sistema más eficiente en las operaciones de tránsito aeronáutico.
Al mismo tiempo se lleva la colocación de luces para mejorar la visibilidad a la hora de la aproximación de las aeronaves, en conjunto con la ya proyectada instalación del ILS cat III, que sería el segundo instalado en el país y que actualmente solo el Aeropuerto de Toluca cuenta con este servicio.
El 21 de noviembre de 2017, la aerolínea Aeroméxico Connect, dejó de operar el vuelo que mantenía a la Ciudad de México, por lo que el aeropuerto se quedó sin operaciones comerciales.
El 15 de enero de 2018, Aeroméxico Connect retomó la conexión que tenía con la Ciudad de México.

## Aerolíneas y destinos

### Pasajeros
| Destinos por aerolínea                                    | Destinos por aerolínea                                  | Destinos por aerolínea | Destinos por aerolínea |
| Aerolínea                                                 | Destinos                                                |                        |                        |
| --------------------------------------------------------- | ------------------------------------------------------- | ---------------------- | ---------------------- |
| Aerus                                                     | Monterrey                                               |                        |                        |
| Viva                                                      | Ciudad de México–AIFA (inicia el 31 de octubre de 2025) |                        |                        |
| Total: 2 destinos (nacionales), 2 aerolíneas (nacionales) |                                                         |                        |                        |

### Destinos nacionales
Se brinda servicio a 2 ciudades dentro del país a cargo de 2 aerolíneas
| Monterrey (MTY)        |   | • |   | 1 |
| Ciudad de México (NLU) | • |   |   | 1 |
| Total                  | 1 | 1 | 0 | 2 |

### Carga
| Aerolíneas    | Destinos                                       |
| ------------- | ---------------------------------------------- |
| Aeronaves TSM | Diversos destinos de Norteamérica y Sudamérica |
| DHL Aviation  | Detroit, San Antonio                           |
| Mercado Libre | México y América Latina                        |

## Aerolíneas que volaban anteriormente al AIS
| Aerolíneas                                                                                        |
| ------------------------------------------------------------------------------------------------- |
| Aeromar, Aeroméxico, Aeroméxico Connect, Continental Express, Mexicana, MexicanaClick, TAESA, TAR |

## Estadísticas

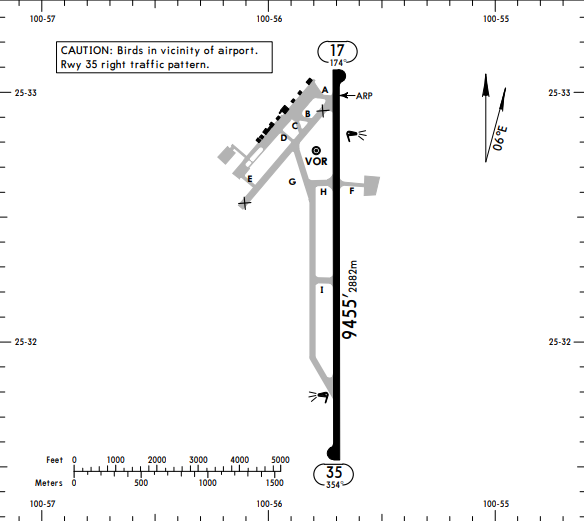
Diagrama del aeropuerto.

### Tráfico anual
Sólo se muestra muestran vuelos comerciales regulares y vuelos de fletamento, no se incluyen vuelos militares ni de aviación general.
| Año  | Vuelos | Pasajeros | Tn. m. de carga |
| ---- | ------ | --------- | --------------- |
| 2008 | 3,348  | 101,550   | 4,134           |
| 2009 | 2,922  | 77,521    | 4,366           |
| 2010 | 4,065  | 74,795    | 6,399           |
| 2011 | 5,085  | 96,107    | 3,855           |
| 2012 | 5,399  | 110,054   | 2,866           |
| 2013 | 5,723  | 116,008   | 4,805           |
| 2014 | 3,346  | 86,337    | 3,065           |
| 2015 | 2,161  | 74,419    | 1,579           |
| 2016 | 1,875  | 65,955    | 2,072           |
| 2017 | 2,725  | 71,621    | 7,486           |
| 2018 | 2,740  | 42,533    | 10,436          |
| 2019 | 2,076  | 33,122    | 10,125          |
| 2020 | 2,017  | 3,579     | 12,502          |
| 2021 | 1,851  | 4,665     | 13,279          |
| 2022 | 1,467  | 3,140     | 6,330           |
| 2023 | 1,438  | 1,417     | 6,052           |
| 2024 | 2,597  | 40        | 32,686          |

## Otras Instalaciones
- Saltillo Jet Center
  - Una instalación de pintura y mejora para aviones que cuenta con inversionistas mexicanos y estadounidenses. Máxima capacidad en dimensiones para la atención de Boeing 757 y B-767-200.

## Accidentes e incidentes
- El 26 de octubre de 1989, una aeronave Rockwell Sabreliner 75A con matrícula XC-UJC de la Fuerza Aérea Mexicana tuvo un despiste al aterrizar en el Aeropuerto de Saltillo, causando el colapso del tren de aterrizaje, los 7 ocupantes resultaron ilesos.[11]

- El 31 de octubre de 1995, una aeronave Cessna 208B Grand Caravan con matrícula XA-SVM operado por Transportes Aéreos de Coahuila (TACSA) se estrelló durante su aproximación al Aeropuerto de Piedras Negras matando al piloto y a 8 de los 10 pasajeros. La aeronave había partido del Aeropuerto Internacional de Saltillo, cuando el piloto se comunicó con el Aeropuerto de Piedras Negras se le informó que estaba cerrado debido a inclemencias del tiempo, sin embargo, el piloto intentó hacer la aproximación.[12]

- El 6 de julio de 2008, el vuelo 199 de USA Jet Airlines, un avión McDonnell Douglas DC-9-15F con matrícula N199US, se estrelló a las 2:15 a. m. en su aproximación al aeropuerto, quedando en una zona industrial 800 m al norte del mismo. El vuelo había salido del Aeropuerto Willow Run en Detroit a recoger carga en el Aeropuerto de Hamilton, Ontario después hizo escala en el Aeropuerto Regional de Shreveport, Luisiana para finalmente partir al Aeropuerto de Saltillo. El choque mató al piloto e hirió al copiloto, sufriendo quemaduras severas.[13][14][15]

- El 5 de febrero de 2009, una aeronave Learjet 35A con matrícula XB-RYT operada por Rajet Aeroservicios que realizaba un vuelo entre el Aeropuerto de Saltillo y el Aeropuerto de Ciudad Victoria perdió el control tras tocar tierra en la pista de aterrizaje del aeropuerto de destino, causando un colapso en el tren de aterrizaje. Los 2 pilotos sobrevivieron.[16]

- El 18 de enero de 2014, un avión de carga DC-9 con matrícula XA-UQM de la empresa Aeronaves TSM se despistó al llegar al Aeropuerto Internacional Plan de Guadalupe al intentar la maniobra de aterrizaje en medio de un banco de niebla. El vuelo provenía del Aeropuerto Tapachula, con carga que después se distribuiría por tierra.[17] El saldo de este accidente fue de tres personas lesionadas, y daños principalmente en el tren aterrizaje del avión y la nariz del mismo.[18][19]

- El 2 de junio de 2017, la aeronave Swearingen SA227-AC Metro III con matrícula XA-UAJ operado por Aeronaves TSM que había partido del Aeropuerto de Saltillo con rumbo al Aeropuerto de Puebla se quedó sin combustible por lo que intentó aterrizar en el Aeropuerto de Tampico, sin embargo no alcanzó a llegar a la pista estrellándose en una zona arbolada cerca del aeropuerto y dejando heridos a los 2 tripulantes.[20][21]

- El 20 de septiembre de 2017, una aeronave Convair CV-640 con matrícula XA-UNH operado por Aeronaves TSM procedente del Aeropuerto de Puebla tuvo una falla en el tren de aterrizaje principal derecho, obligándolo a hacer patrón de espera para quemar combustible y aterrizar de emergencia en el Aeropuerto Internacional de Saltillo, donde la aeronave sufrió daños sustanciales, no hubo lesionados.[22][23][24]

- El 15 de septiembre de 2022 una aeronave Swearingen SA227-AC Metro III con matrícula XA-UMW que operava el vuelo 717 de Aeronaves TSM entre el Aeropuerto de Saltillo y el Aeropuerto de Laredo tuvo que realizar un aterrizaje forzoso poco tiempo después de despegar aparentemente por una falla de motor, por lo que aterrizó en un campo despoblado, en donde la aeronave resultó dañada sin pérdidas humanas que lamentar.[25][26]

- El 30 de diciembre de 2022 una aeronave Canadair CL-600S Challenger con matrícula XB-SGV que operaba un vuelo privado entre el Aeropuerto de Celaya y el Aeropuerto de Saltillo se precipitó a tierra en el municipio de Venado, estrellándose, destruyendo la aeronave y dejando sin vida a los dos tripulantes.[27][28]

## Aeropuertos cercanos
Los aeropuertos más cercanos son:
- Aeropuerto Internacional de Monterrey (85 km)
- Aeropuerto Internacional Quetzalcóatl (249 km)
- Aeropuerto Internacional Francisco Sarabia (250 km)
- Aeropuerto Internacional de Laredo (265 km)
- Aeropuerto Internacional General Lucio Blanco (274 km)